# Université Rovira i Virgili
Pour les articles homonymes, voir URV.
L'université Rovira i Virgili (URV) (en catalan : Universitat Rovira i Virgili) est une université publique catalane basée à Tarragone et disposant également de centres à Reus, Vila-seca, Tortosa et El Vendrell.